# Odisha Football Club
L'Odisha Football Club (precedentemente Delhi Dynamos Football Club) è una società calcistica indiana con sede nella città di Bhubaneswar che milita nella Indian Super League. Il 31 agosto 2019, il club viene rinominato Odisha Football Club cambiando base alla società spostandosi da Delhi a Bhubaneswar e cambiando stadio: ora utilizzano il Kalinga Stadium.

## Storia

### Delhi Dynamos (2014-2019)
Nei primi mesi del 2014 l'All India Football Federation e la compagnia IMG-Reliance annunciano che sarebbero state accettate delle offerte per l'acquisizione di otto nuove franchigie per la nascente Indian Super League, un campionato calcistico creato sul modello della Indian Premier League, lega professionistica di cricket.
Il 13 aprile la DEN Networks si aggiudica l'assegnazione della franchigia della città di Delhi. Il club viene fondato il 17 luglio in collaborazione con la squadra olandese del Feyenoord.
Il 28 agosto la società annuncia l'ingaggio del calciatore italiano Alessandro Del Piero, campione del mondo 2006.
Chiude la sua prima stagione in quinta posizione, non riuscendo a centrare i play-off.
La seconda stagione chiude in quarta posizione e viene eliminata in semifinale dal 'FC Goa per 1-3 (1-0 andata, 0-3 al ritorno).
Nel 2016 chiude 3º nella stagione regolare ma viene sconfitta in semifinale dal Kerala Blasters, mentre nel 2017 conclude all 8º posto.

### Odisha Football Club (2019-)
Il 31 agosto 2019, il club viene rinominato Odisha Football Club, spostando la sede della società da Delhi a Bhubaneswar e cambiando stadio, utilizzando ora il Kalinga Stadium.

## Colori e simboli

### Colori
I colori della squadra sono l'arancione e il nero.

## Strutture

### Stadio

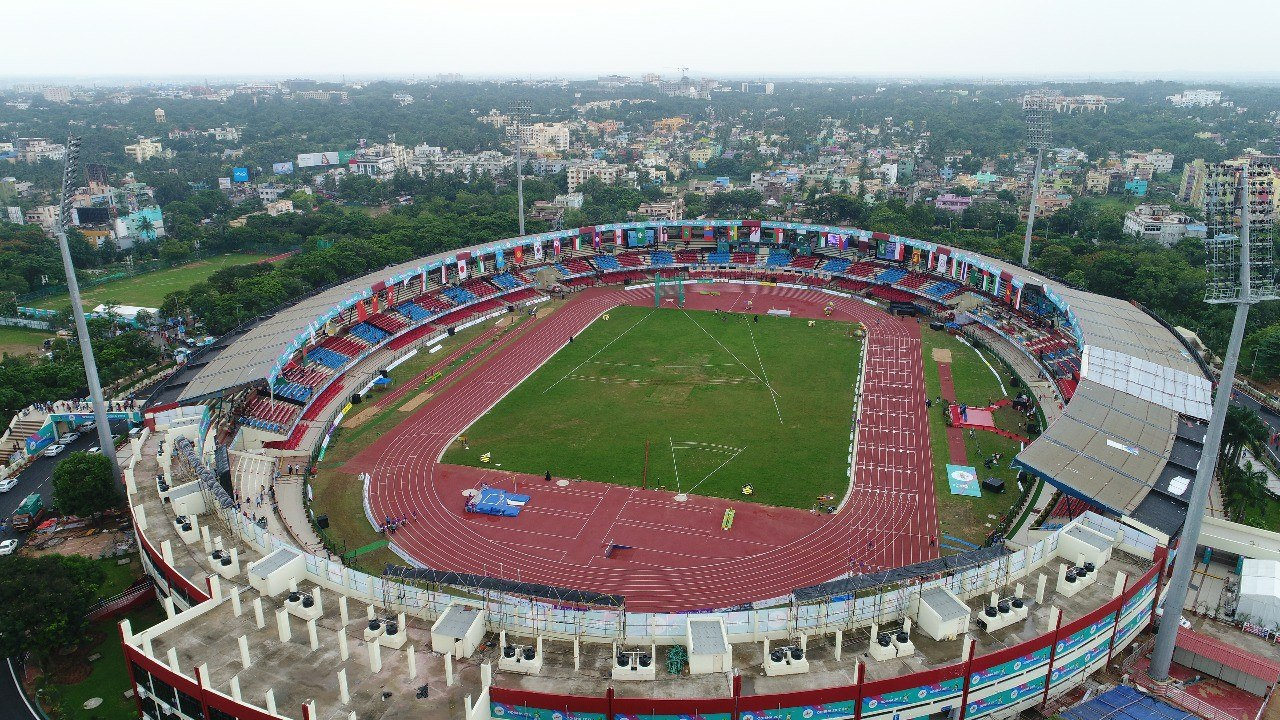
Il Kalinga Stadium

Il Kalinga Stadium è uno stadio polivalente in Bhubaneswar. Ha una capacità di 15.000 posti.

## Società

### Sponsor
Di seguito la cronologia di fornitori tecnici e sponsor dell'Odisha:
| Sponsor tecnici - 2014: Lotto - 2015: Puma | Sponsor ufficiali - 2014: FreeCharge - 2015: EKANA Sportz City |

## Allenatori e presidenti
| Allenatori - 2014-2015 Harm van Veldhoven - 2015-2016 Roberto Carlos - 2016-2017 Gianluca Zambrotta - 2017-2018 Miguel Ángel Portugal - 2018-2020 Josep Gombau - 2020-2021 Stuart Baxter - 2021 Gerry Peyton (Interim) - 2021 Steven Dias (Interim) - 2021-2022 Kiko Ramírez - 2022 Kino Sanchez (Interim) - 2022-2023 Josep Gombau - 2023 Clifford Miranda (Interim) - 2023-attuale Sergio Lobera | Presidenti - 2014-2017 DEN Networks - 2017- GMS Inc. |

## Organico

### Rosa
| N. |                    | Ruolo | Calciatore              |
| -- | ------------------ | ----- | ----------------------- |
| 1  | India (bandiera)   | P     | Amrinder Singh          |
| 3  | India (bandiera)   | D     | Narender Gahlot         |
| 4  | India (bandiera)   | D     | Amey Ranawade           |
| 5  | Spagna (bandiera)  | D     | Carlos Delgado          |
| 6  | India (bandiera)   | C     | Rohit Kumar             |
| 7  | India (bandiera)   | C     | Lalthathanga Khawlhring |
| 8  | Francia (bandiera) | C     | Hugo Boumous            |
| 9  | Brasile (bandiera) | A     | Diego Maurício          |
| 10 | Marocco (bandiera) | C     | Ahmed Jahouh            |
| 11 | India (bandiera)   | C     | Raynier Fernandes       |
| 12 | India (bandiera)   | D     | Jeremy Zohminghlua      |
| 13 | India (bandiera)   | P     | Niraj Kumar             |
| 15 | Senegal (bandiera) | D     | Mourtada Fall           |
| 17 | India (bandiera)   | C     | Jerry Mawihmingthanga   |

| N. |                  | Ruolo | Calciatore               |
| -- | ---------------- | ----- | ------------------------ |
| 18 | India (bandiera) | D     | Jerry Lalrinzuala        |
| 19 | India (bandiera) | C     | Isak Vanlalruatfela      |
| 21 | Figi (bandiera)  | A     | Roy Krishna              |
| 22 | India (bandiera) | C     | Givson Singh             |
| 23 | India (bandiera) | P     | Anuj Kumar               |
| 24 | India (bandiera) | C     | Thoiba Singh Moirangthem |
| 25 | India (bandiera) | A     | Rahim Ali                |
| 28 | India (bandiera) | D     | Saviour Gama             |
| 29 | India (bandiera) | A     | Ashangbam Aphaoba Singh  |
| 30 | India (bandiera) | D     | Ricky Meetei             |
| 31 | India (bandiera) | P     | Kamaljit Singh           |
| 33 | India (bandiera) | D     | Subham Bhattacharya      |
| 39 | India (bandiera) | D     | Narendra Naik            |
| 45 | India (bandiera) | D     | Tankadhar Bag            |

### Staff tecnico
- Sergio Lobera - Allenatore
- Jacobo Ramallo Varela - Vice allenatore
- Anthony Fernandes - Vice allenatore

## Palmarès

### Competizioni nazionali
- Super Cup (India): 1

2023